# Hestfjall (Grímsnes og Grafningur)
Der Hestfjall ist ein 322 Meter hoher Berg vulkanischen Ursprungs. Er befindet sich im Süden der Gemeinde Grímsnes og Grafningur im Bezirk Árnessýsla im Südwesten Islands. Sein Volumen wird von Eason et al. (2015) auf 1,7 km3 geschätzt, womit er in etwa dasselbe Volumen wie das neue Lavafeld der Bárðarbunga am Holuhraun von 2014/15 hätte.

## Name
Es gibt in Island zahlreiche Berge namens Hestfjall. Der Name bedeutet Pferdeberg (isl. „fjall“ = dt. „Berg“). Viele Berge in Island tragen auch den Namen Hestur (dt. „Pferd“).

## Lage
Der Berg befindet sich ca. 20 km von der Stadt Selfoss entfernt in nordöstlicher Richtung.
Zu seinen Füßen strömt die Hvítá Richtung Meer, während sich an seiner Nordseite der See Hestvatn ausbreitet.

## Geologie

### Art und Bildung des Berges
Beim Hestfjall handelt es sich eigentlich um einen Schildvulkan aus einer Warmzeit der Eiszeit. Dieser ist aber nur zur Hälfte ausgebildet, da anscheinend ein Gletscher die weitere Ausbreitung der Laven verhinderte.
Nach dem Abtauen der Eiszeitgletscher war die heutige Flóa, d. h. die Ebene zwischen den vulkanischen Gebirgszügen im Südwesten Islands und der östlichen Vulkanzone (mit Hekla, Mýrdalsjökull usw.) überflutet. Dadurch war der Berg, vielen anderen kleinen Bergen in dieser Ebene, wie etwa dem Vörðufell gleich, für einige Zeit eine Insel. Auf diese Weise erklären sich die steilen Felsbastionen an seiner Südseite, die durch die Meereserosion entstanden.

### Erdbebenhypozentrum
Da Südisland in einer Transformzone liegt, durchziehen ungemein viele Spalten das Land, die in dieser Gegend meist von Norden nach Süden ausgerichtet sind. Von Zeit zu Zeit kommt es hier aufgrund der Bewegungen der Kontinentaldrift auch zu stärkeren Erdbeben. Dies geschah zuletzt am 17. und 21. Juni 2000 sowie im Mai 2008. Bei dem Erdbeben der Stärke 6.3 vom 21. Juni 2000 lag das Hypozentrum fast genau unter dem Hestfjall. Dabei entstanden etliche neue Verwerfungen und Häuser wurden beschädigt, Menschen kamen allerdings nicht zu Schaden, da sich aufgrund des Nationalfeiertags, der an diesem Tag bei schönem Wetter begangen wurde, die meisten Menschen im Freien aufhielten.

## Wandern am Hestfjall

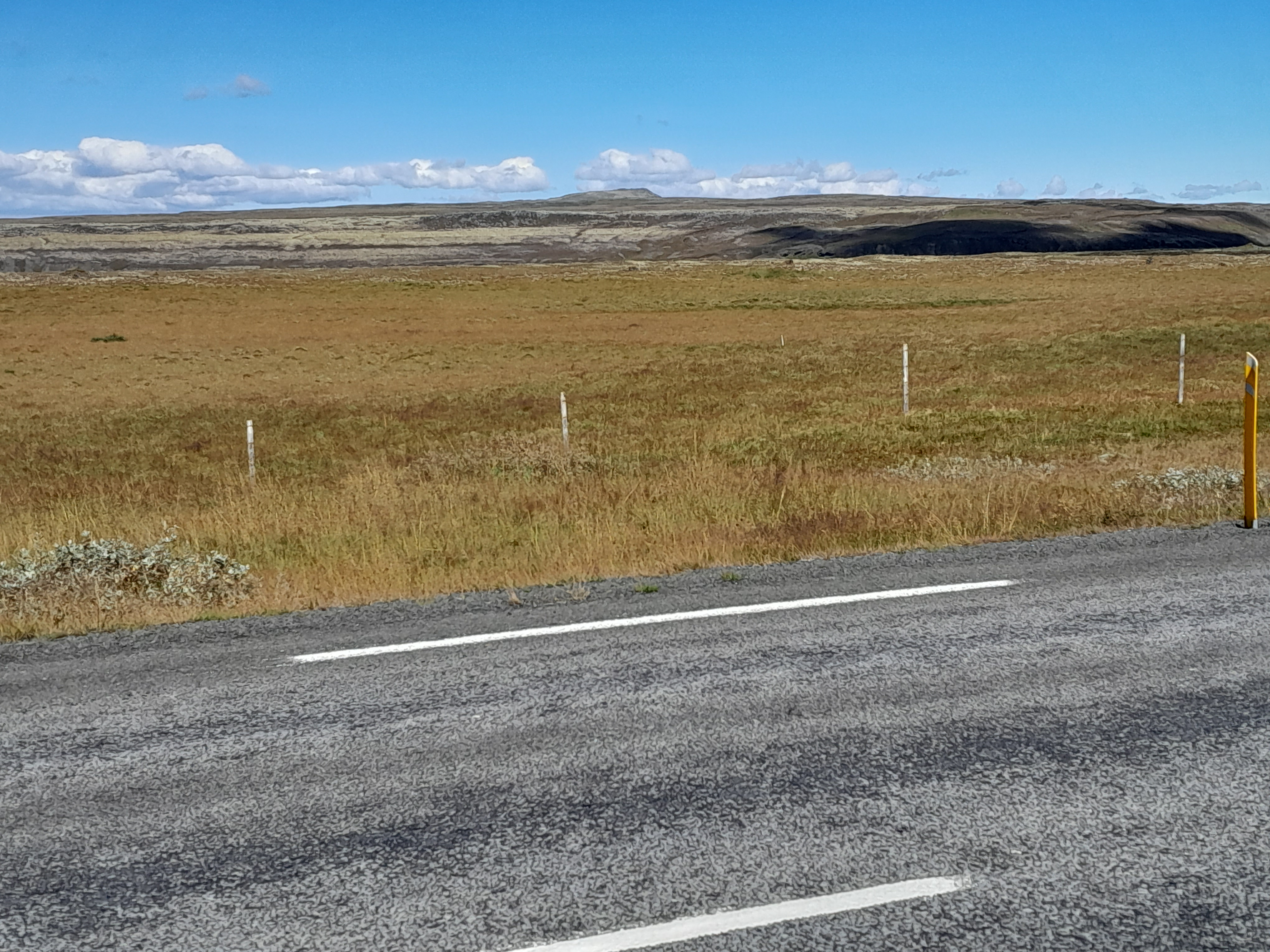
Hestfjall von der Straße 30

Man kann gut von Norden her, vom Hof Vatnsnes aus, auf den Berg gehen.